# كيك (قارب)

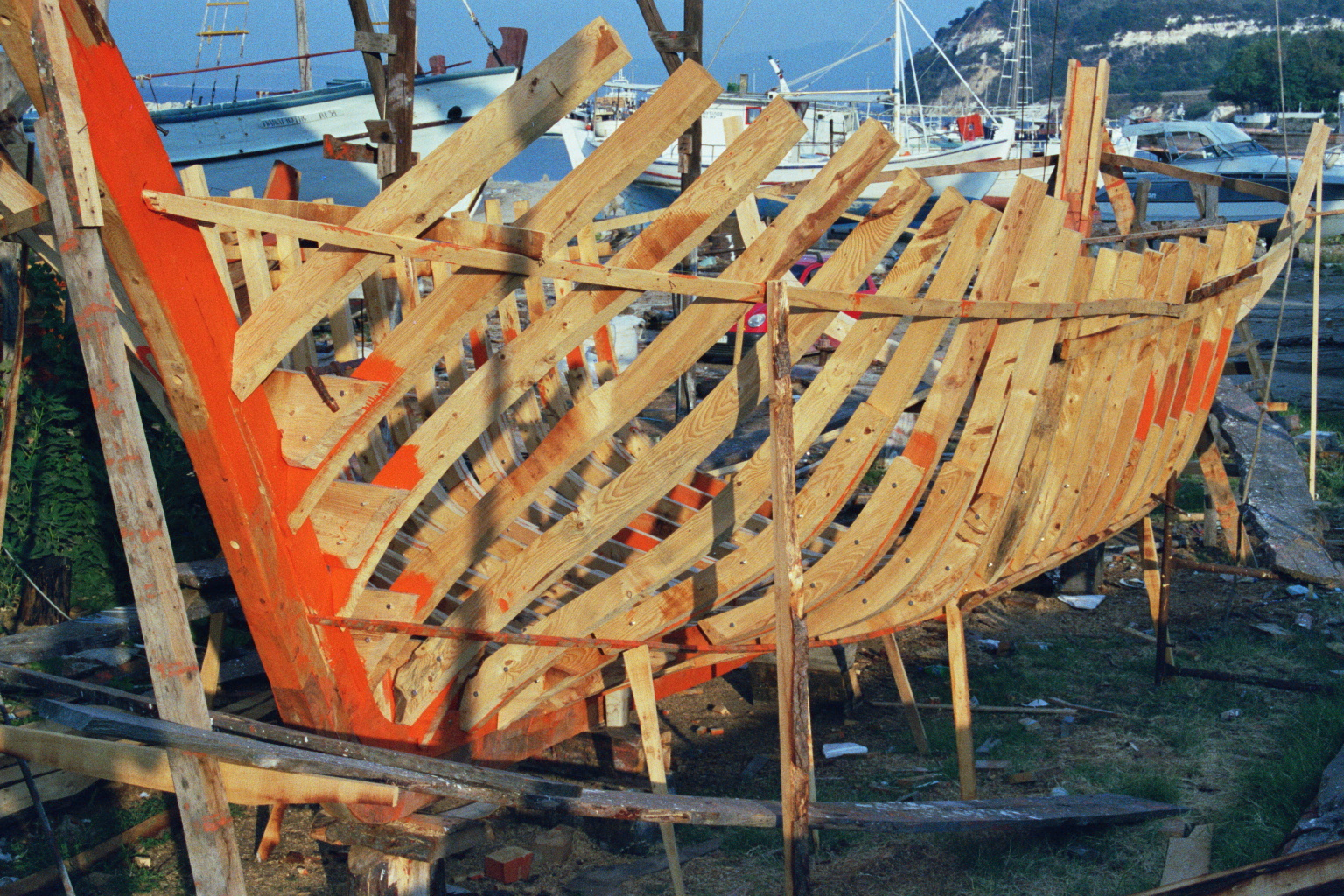
كيك قيد البناء

الكَيْك أو القايق هو قارب صيد تقليدي يوجد عادة في مياه البحر الأيوني وبحر إيجة وهو مركب خفيف يستخدم في مضيق البوسفور. وهي سفينة تجارية خشبية صغيرة مطلية بألوان زاهية ومجهزة للإبحار. يعتبر الكَيك أيضًا حالة نموذجية لوضع أوسع عرض للسفينة في الخلف وقيدوم حاد طويل.

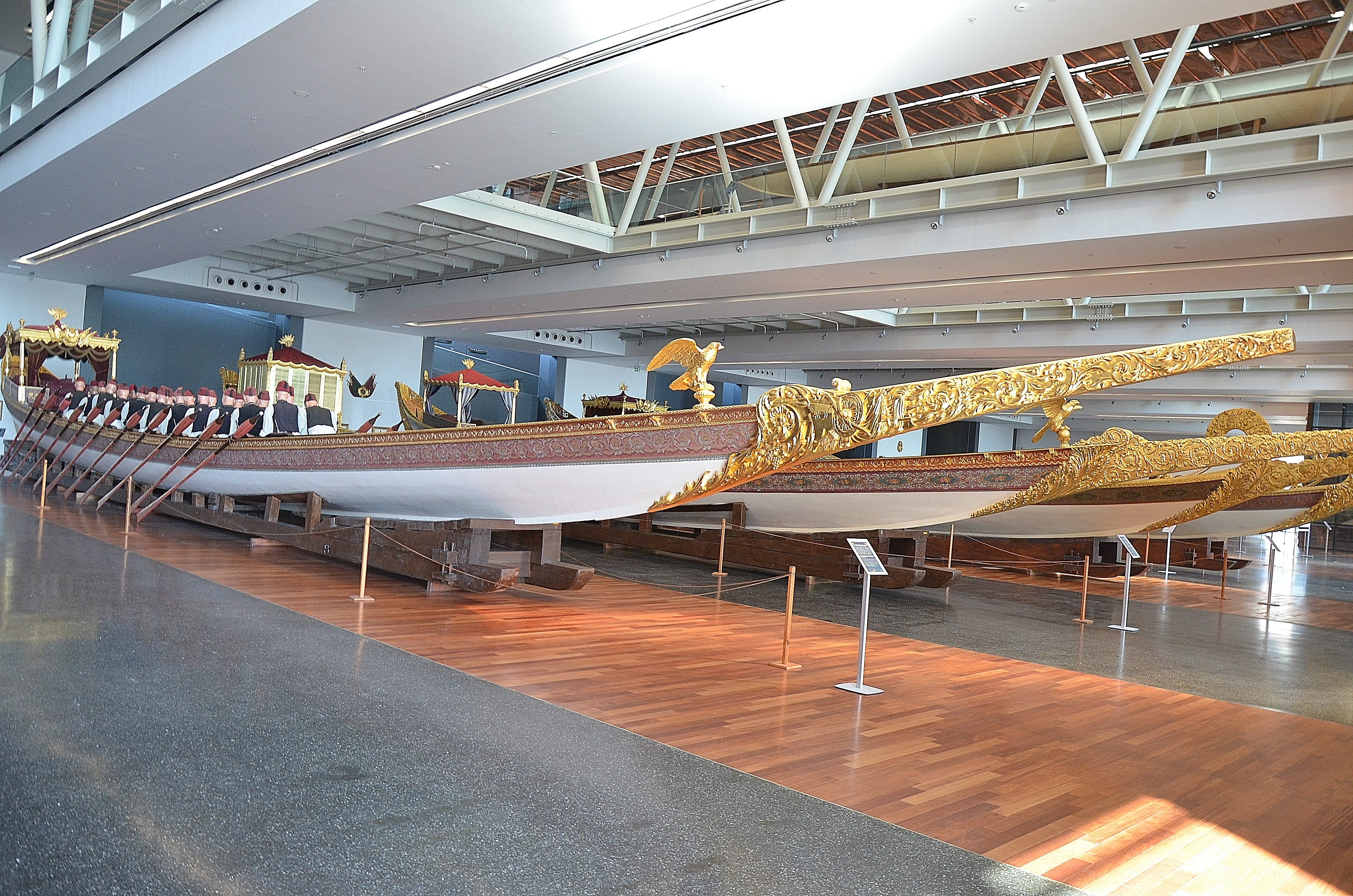
الكيك الإمبراطوري العثماني في المتحف إسطنبول البحري.

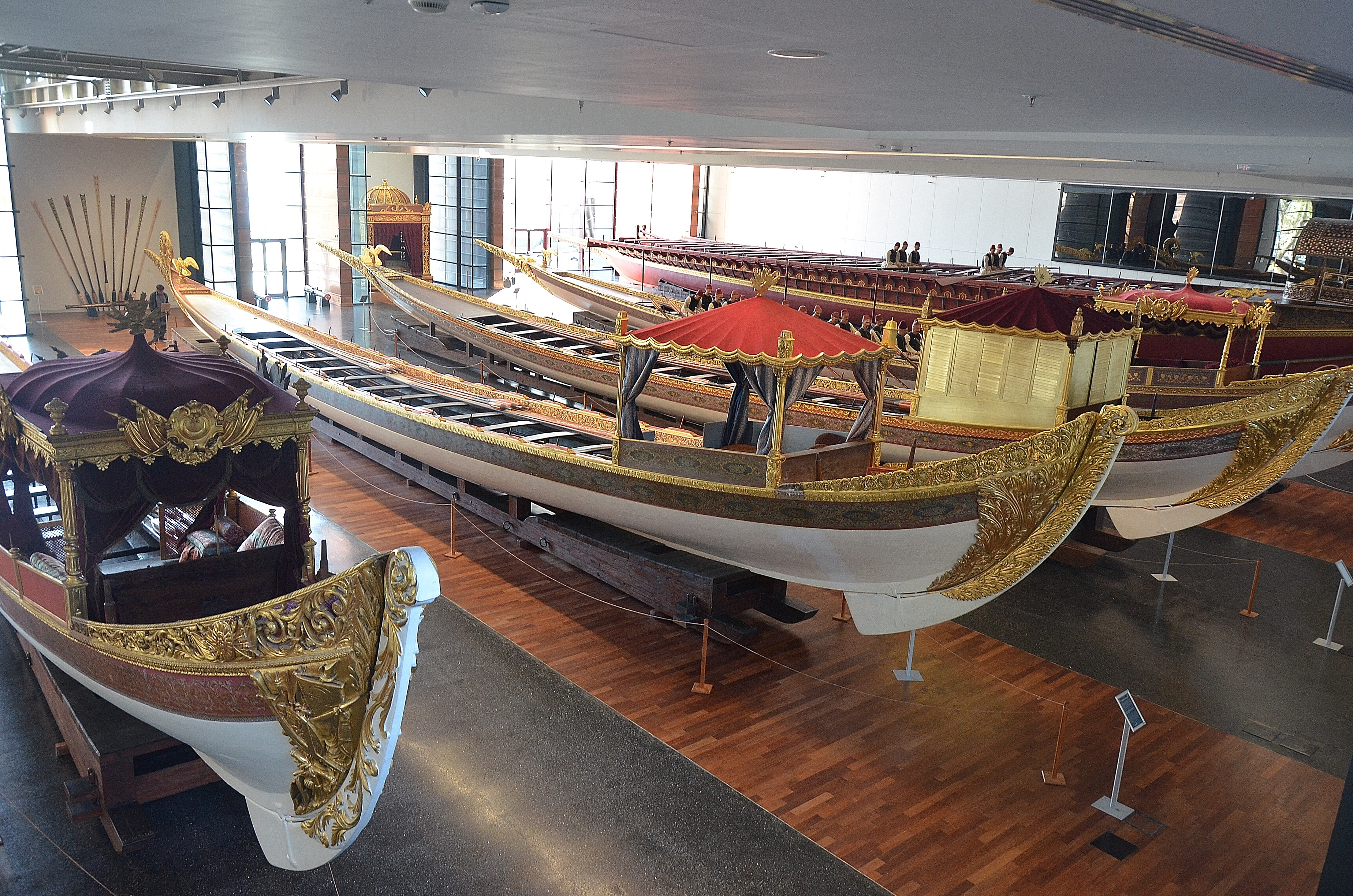